# Helicóptero de reconocimiento militar
Los helicópteros de reconocimiento militar son un tipo de helicóptero principalmente dedicado a ofrecer servicios de reconocimiento aéreo militar a las fuerzas armadas de sus respectivos países. Suelen ser aeronaves ligeras y maniobrables que pueden actuar en el espacio aéreo enemigo y volar bajo para evitar ser detectados por los radares.
Las primeras aeronaves de reconocimiento y observación eran globos aeroestáticos, después fueron aviones ligeros, como el Taylocraft L-2 y el Fieseler Fi 156. Cuando los primeros helicópteros militares estuvieron disponibles, su habilidad para maniobrar y permanecer en un lugar los hicieron ideales para el reconocimiento aéreo. Inicialmente, los helicópteros de observación estaban limitados a la observación visual por parte de los tripulantes y la mayoría de helicópteros tenían amplias cabinas redondas que ofrecían una máxima visibilidad. Con el tiempo, el ojo humano fue complementado con los sistemas de sensores ópticos. Actualmente, se incluyen sistemas de visión nocturna y cámaras de visión de infrarrojos. A menudo estos sistemas están montados en un montaje estabilizado, junto con láseres multifunción capaces de actuar como láseres buscadores de rango y designadores de blancos para los sistemas de armamento.
Por la naturaleza de la misión, las armas principales de los helicópteros de observación son los sensores y el equipo de comunicaciones. Los primeros helicópteros eran efectivos para guiar el fuego de la artillería y los ataques aéreos. Con los sensores modernos, también son capaces de ofrecer un guiaje terminal a los misiles antitanque, a las bombas guiadas por láser, a los otros misiles y a las municiones guiadas, que han sido disparadas por otras aeronaves. 
Los helicópteros de observación pueden estar armados con combinaciones de cañones, cohetes, misiles antitanque y misiles aire-aire, pero en menor cantidad que los helicópteros de ataque más grandes.

Principalmente, la finalidad de estas armas es luchar contra los aviones de reconocimiento, para eliminar la capacidad de reconocimiento enemiga, pero también se pueden usar para ofrecer fuego de apoyo.

Helicópteros de reconocimiento.
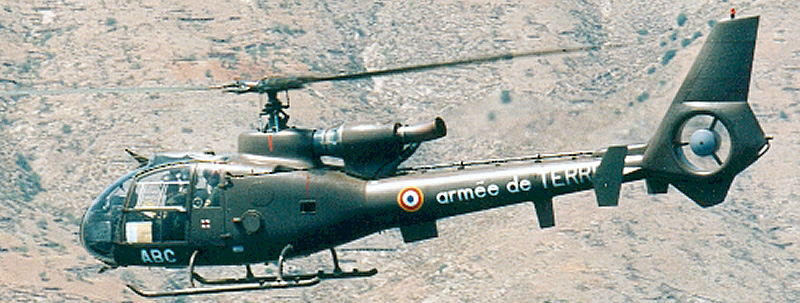
Un helicóptero Aérospatiale Gazelle del Ejército de Tierra Francés.
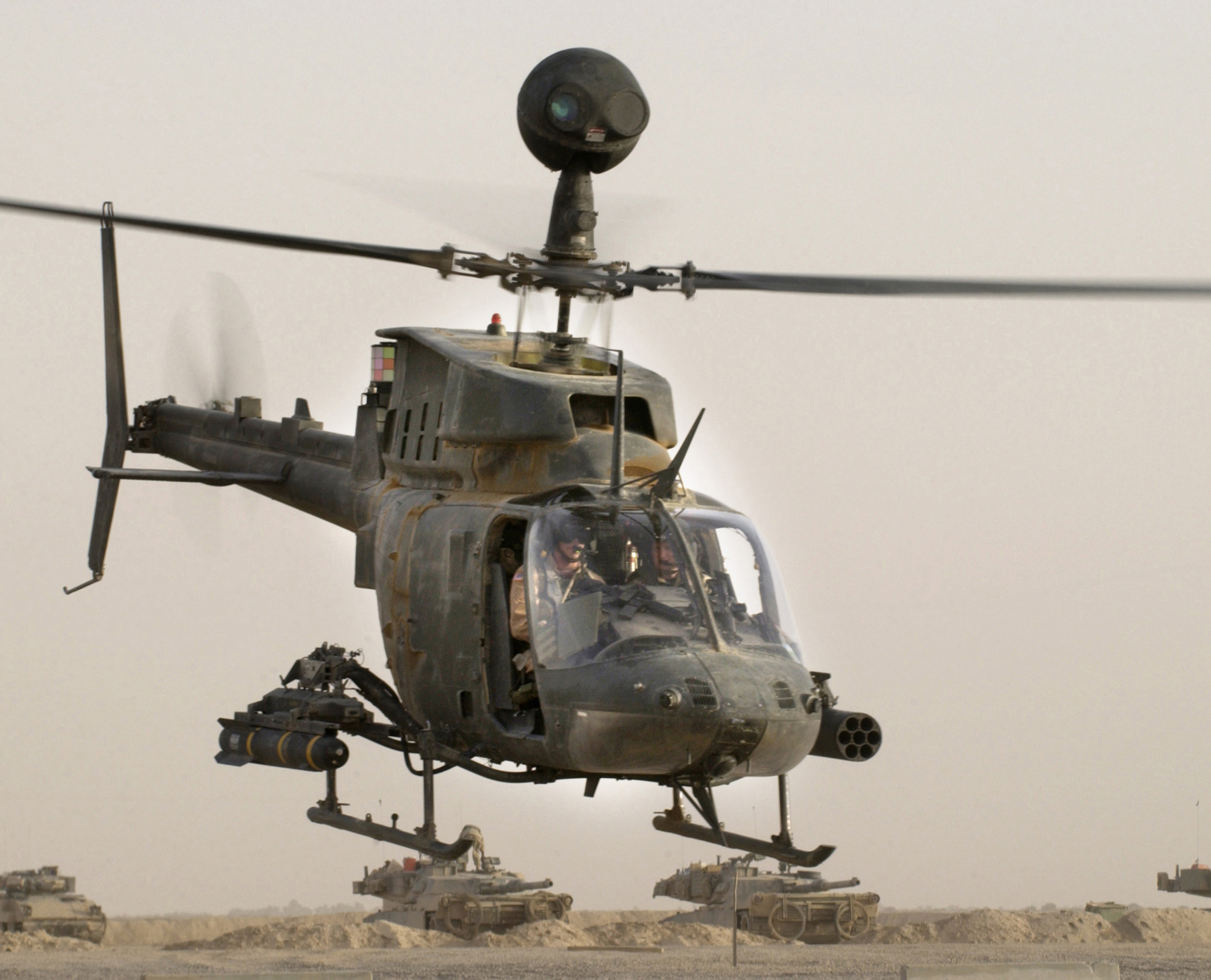
Un OH-58 Kiowa mostrando su mira montada en el mástil, un mísil antitanque y un contenedor de cohetes.
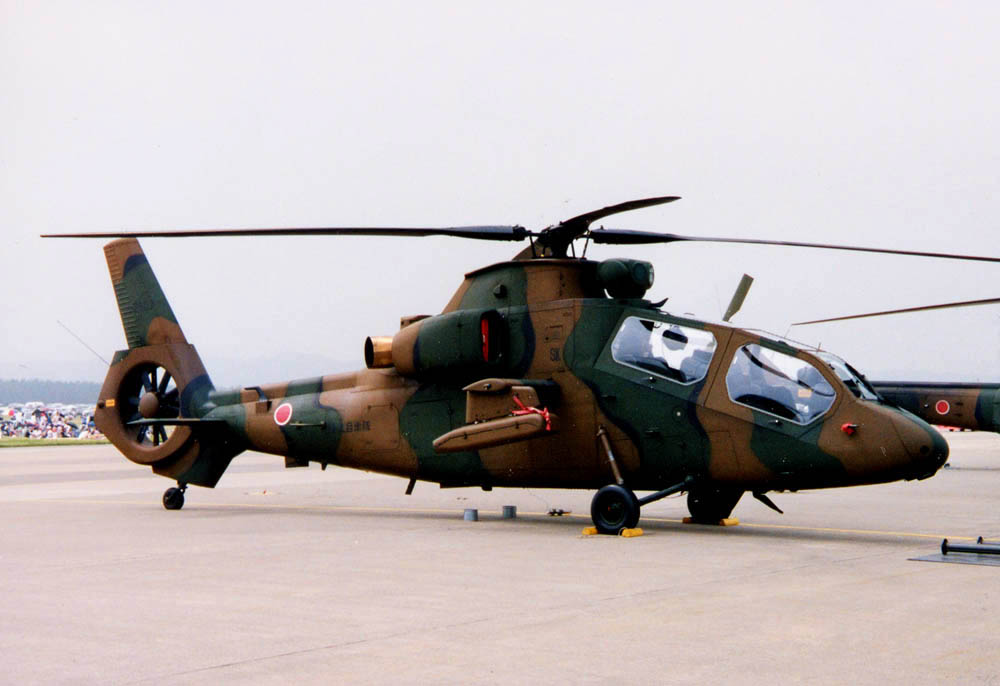
Un helicóptero Kawasaki OH-1.